# Gigote

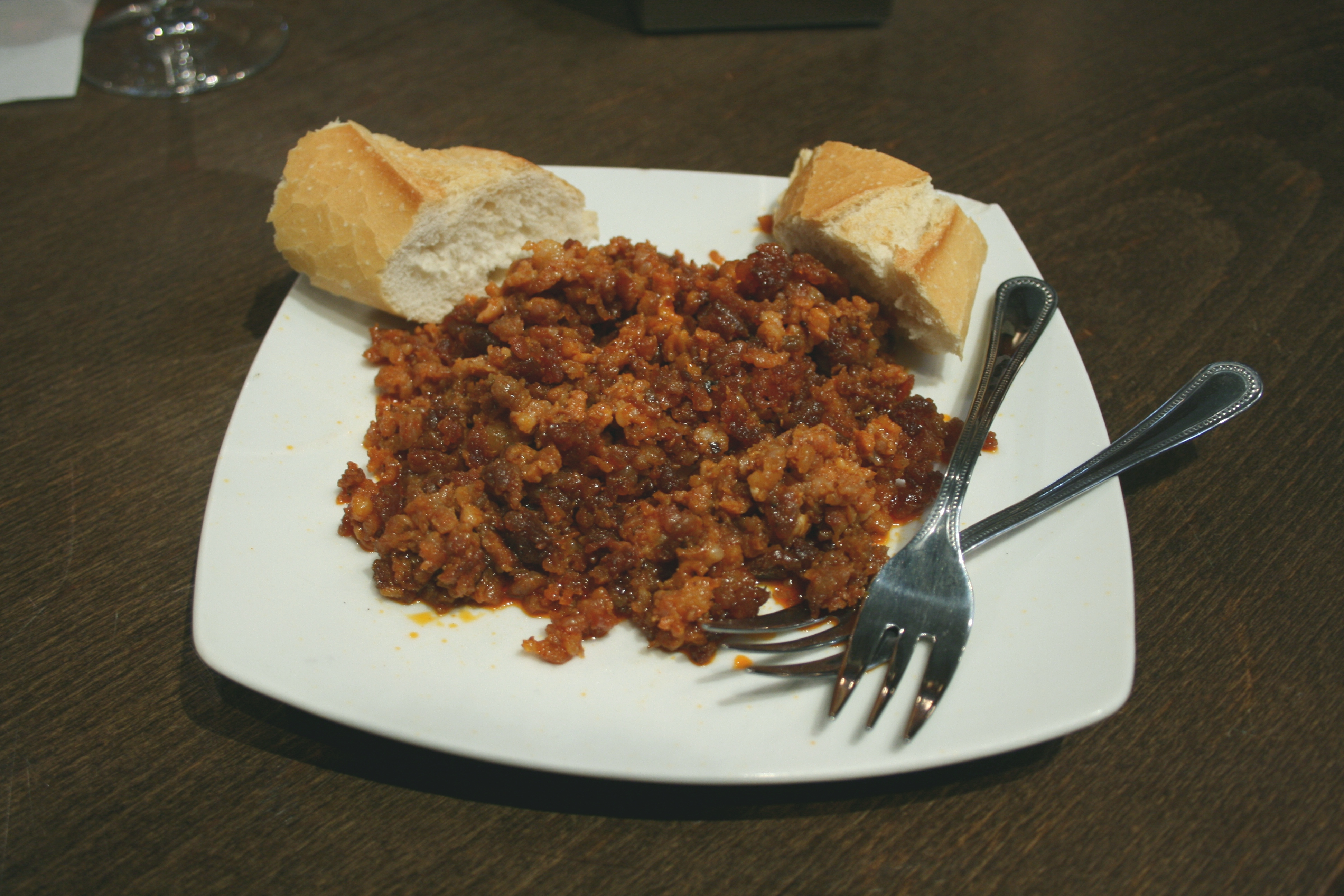
Picadillo en una taberna de Salamanca, elaborado con farinato.

El gigote es un guisado a base de carne picada generalmente de ternera rehogada en manteca de cerdo. Es frecuente la preparación de este plato en cazuelas en las que se cuece en su propio jugo. Este plato forma parte de un concepto de la cocina española procedente de la Edad Media, y que en el siglo XVII se hace muy popular.

## Características
Durante su preparación se van añadiendo diversas especias para aromatizar el plato al gusto del cocinero: algunas veces es pimentón. El nombre de este plato proviene del francés gigot que significa pierna (pierna de carnero, cordero o cabrito, cortada para servirla en la mesa). En la cocina del siglo XVIII se denominaba así, por extensión, a cualquier tipo de carne picada o de carne hecha en piezas. Hoy en día se puede traducir como picadillo.
El gigote se puede hacer de muchas carnes, siendo el más habitual en la cocina española del siglo XVII la de carnero por lo barata que era. A pesar de ello aparecen recetas de la época que mencionan gigotes de aves tales como de: palomas, capones así como de liebres y venado. La operación más habitual para desmenuzar en picadillo el gigote era freír o cocer la carne y desmenuzarla posteriormente. Tras la operación de picado, se condimentaba de forma especial dependiendo del tipo de carne que se tratase: En el caso del carnero el propio jugo era el condimento, a veces acompañado de zumo de limón, y a veces vino con especias. El uso y mezcla de carnes picadas hizo que el siglo XVIII la gente desconfiara de este tipo de alimentos, debido a la creencia generalizada de que se mezclaban malas carnes.

## Usos
El gigote aparece en las recetas del siglo XVII como acompañamiento, o como relleno de pasteles (aguja de ternera) y empanadas. En los recetarios del siglo XVII aparece relacionado con el gigote las «albondiguillas», plato ya mencionado en El Quijote («amigo de manjar blanco y de gigote»). Este plato hoy en día se sirve de múltiples formas, siendo la chanfaina, los madrileña, etc. algunas de sus expresiones más habituales. 

## Curiosidades
- Durante el denominado Siglo de Oro español, esta palabra fue empleada por escritores como Francisco Quevedo y Villegas, y ya el Diccionario de autoridades menciona en su entrada: «Hacer jigote alguna cosa es frase proverbial, vale lo mismo que dividirla en piezas pequeñas o menudas».[7]